# Léon Bollée G3
Pour les articles homonymes, voir Bollée.
La Léon Bollée G3 est un modèle d'automobile du constructeur français Léon Bollée fabriquée entre 1910 et 1913.

## Historique
Déclinée en plusieurs carrosseries, cette automobile est équipée d'un avertisseur sonore caractéristique en forme de serpent, inspiré de l'art celte et de la mythologie celtique.

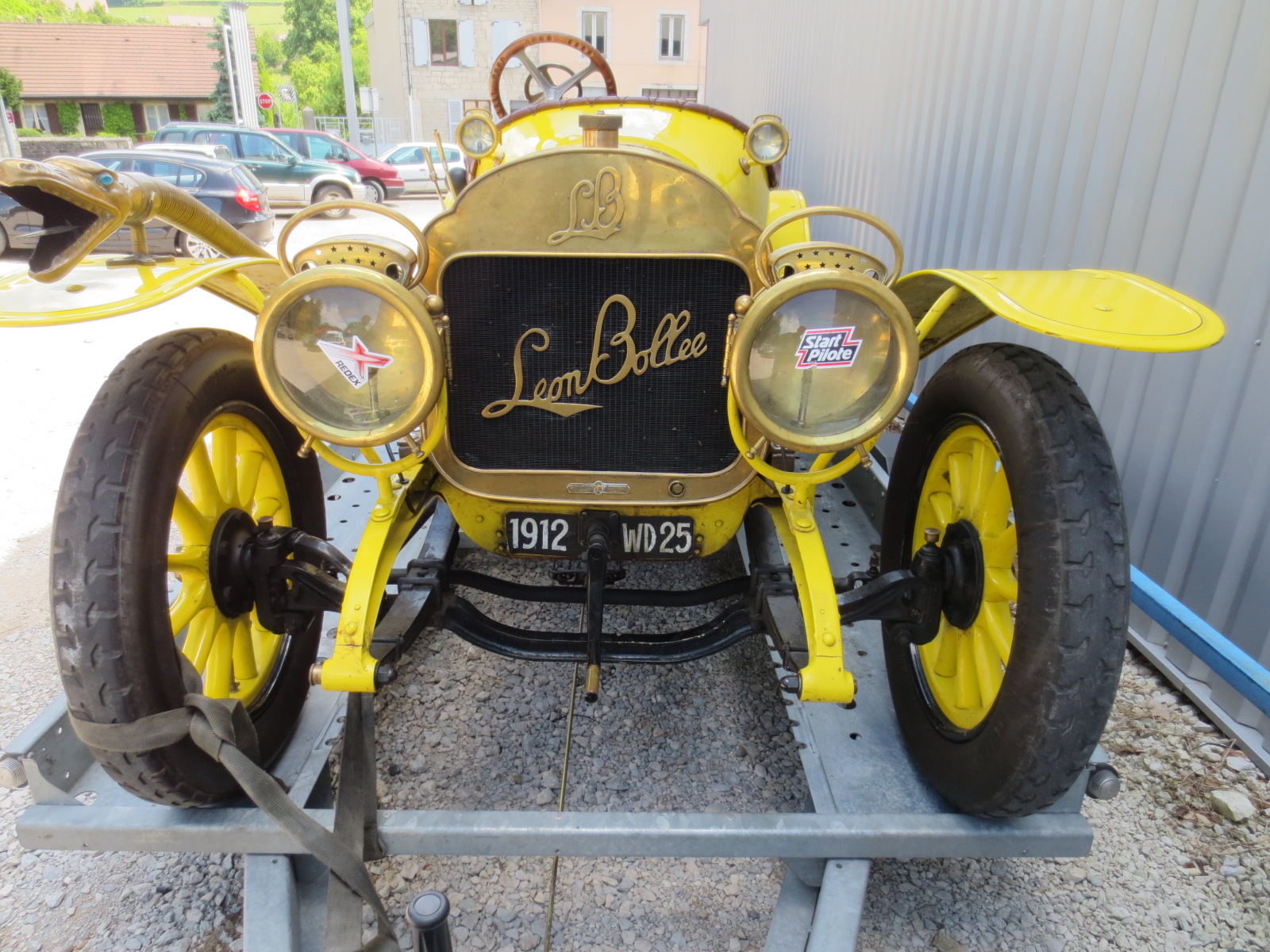
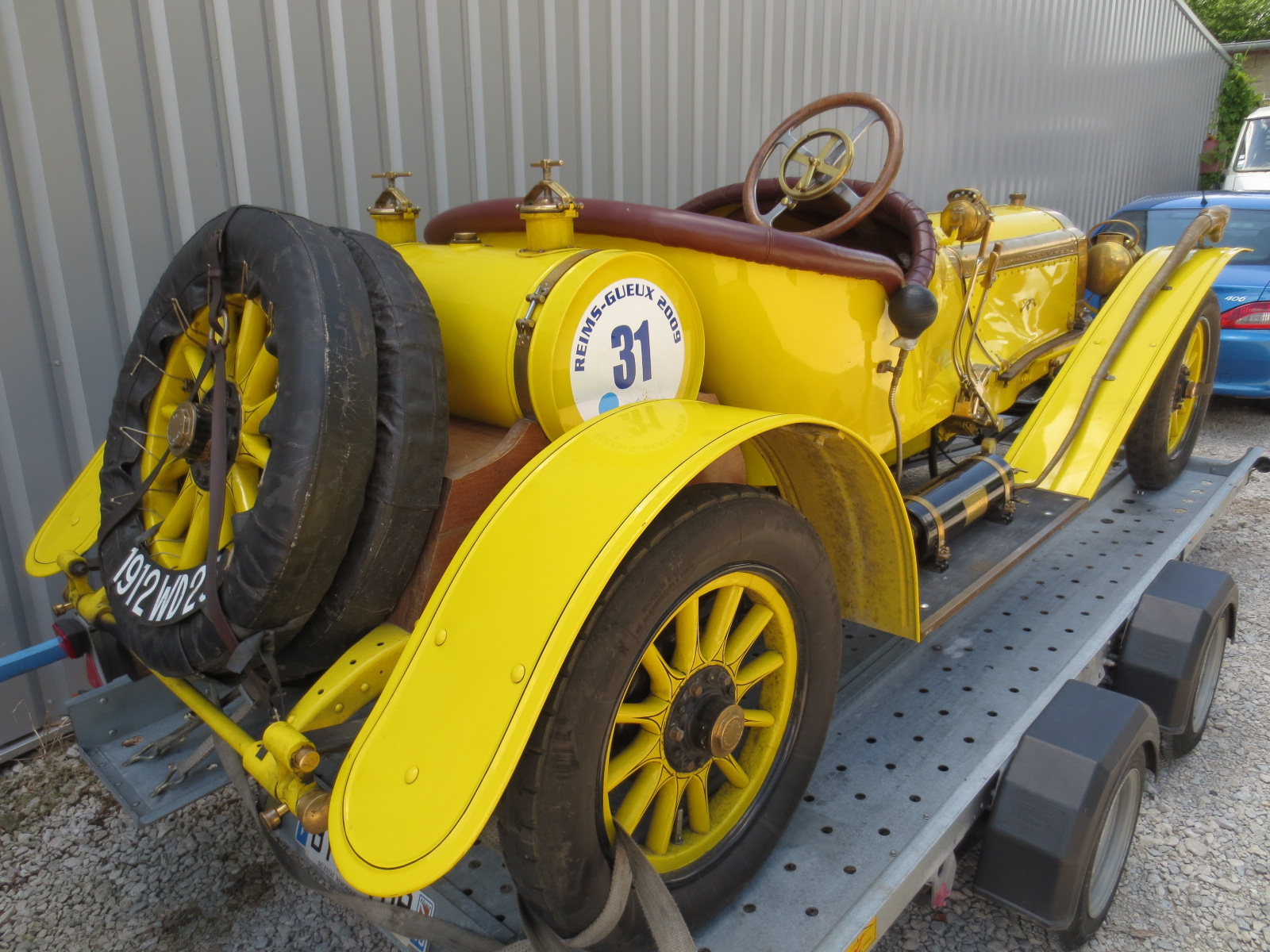
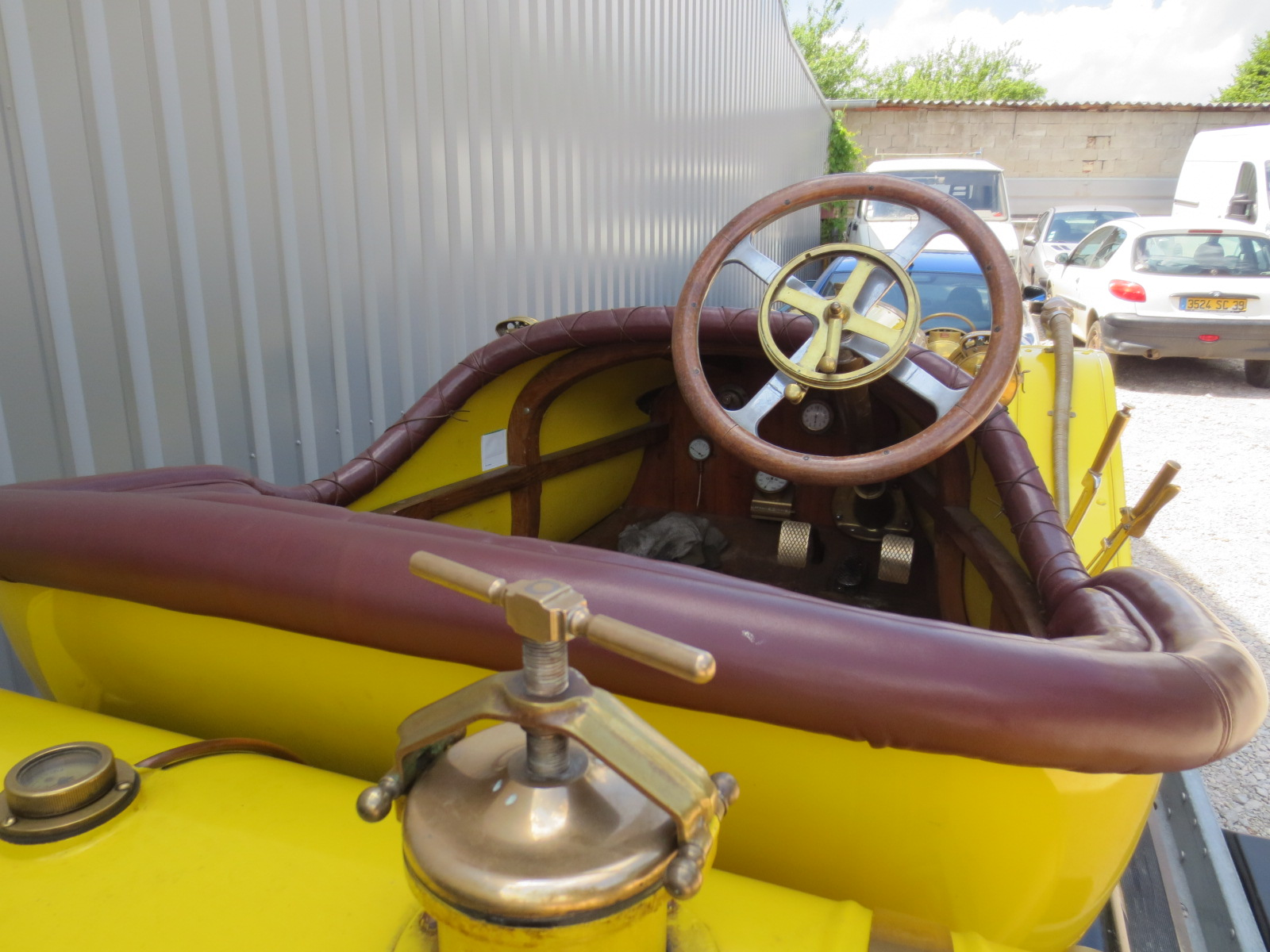